# Bogdan Jakubowski
Bogdan Jakubowski est un boxeur polonais, né le 1er avril 1948 à Inowrocław.

## Carrière
Sa carrière amateur est principalement marquée par une médaille de bronze remportée aux championnats d'Europe de 1969 dans la catégorie des poids super-légers.

## Palmarès

### Championnats d'Europe
- Médaille de bronze en -63,5 kg en 1969 à Bucarest, Roumanie

## Référence
1. ↑  (en) Résultats des épreuves de boxe anglaise aux championnats d'Europe 1969 (amateur-boxing.strefa.pl)